# Університет Вісконсину в Медісоні
Університет Вісконсину-Медісон, Університет Вісконсину у Медісоні (англ. University of Wisconsin–Madison, University of Wisconsin, Wisconsin або місцеві назви англ. UW–Madison, Madison) — публічний дослідницький університет, що розташований у місті Медісон, Вісконсин. Засновано у 1848 році, разом з отриманням Вісконсином статусу штату. Цей університет є офіційним університетом штату Вісконсин та головним університетом кампусу Системи Університетів Вісконсину (англ. University of Wisconsin System). Він був першим заснованим університетом у Вісконсині та залишається найстарішим та найбільшим університетом штату. У 1866 отримав статус англ. land-grant university. Головний кампус площею 378 га включає чотири національні історичні пам'ятники.

## Відомі випускники та люди
Університет має 387 912 живих випускників. Хоча більшість з них проживає у Вісконсині, значна кількість випускників є у Іллінойсі, Міннесоті, Нью-Йорку, Каліфорнії та Вашингтоні. Також 15479 з живих випускників проживають за кордонами США. 
Серед випускників, професорсько-викладацького складу, теперішнього чи колишнього, 19 Нобелівських лауреатів та 34 лауреати Пулітцерівської премії.
Серед Нобелівських лауреатів:
- Джон Бардін, двократний лауреат з фізики
- Сол Беллоу, література
- Гюнтер Блобель, біологія
- Пол Бойєр, хімія
- Герберт Спенсер Гассер, фізіологія і медицина
- Алан Мак-Діармід, хімія
- Станфорд Мур, хімія
- Ервін Неєр, фізіологія і медицина
- Теодор Шульц, економіка
- Едуард Тейтем, фізіологія і медицина
- Джон Ван Флек, фізика
- Говард Темін, фізіологія і медицина
- Елен Джонсон-Серліф, Нобелівська премія миру, перша президенточка, чорношкіра  африканської країни.

Також тут навчались:
- Ярослава Джонсон, юрист
- Лорел Кларк, астронавт
- Маршалл Розенберг, психолог, медіатор, письменник і викладач
- Катя Сикара